# Mario's Time Machine
Mario's Time Machine är ett pedagogiskt TV-spel ursprungligen släppt för MS-DOS och sedan till NES och SNES. The Software Toolworks utvecklade och utgav MS-DOS- och SNES-versionerna 1993, medan NES-versionen utvecklades av Radical Entertainment och utgavs av Nintendo 1994. MS-DOS-versionen återutgavs 1996 under titeln Mario's Time Machine Deluxe.

## Handling
Året är 1993, och Bowser Koopa har byggt en tidsmaskin ("Timulator"), och reser tillbaka i tiden och stjäl olika artefakter från olika epoker i världshistorien, för att placera dem på sitt eget museum i sitt slott. Då detta hotar att förändra historien, måste Mario återställa ordningen, och föra tillbaka föremålen till rätt tidsåler. I NES-versionen kidnappar Bowser också Yoshi, som blir befriad då man klarar spelet. Under spelet skall man bland annat svara på olika frågor.

### Fotnoter
1. ↑  ”Mario's Time Machine”. NES DB. 27 februari 1993. Arkiverad från originalet den 29 april 2014. https://web.archive.org/web/20140429202015/http://www.nesdb.se/game_more.php?id=934&rid=4. Läst 29 april 2014.